# Knävland en Påläng (deel van)
Knävland en Påläng (deel van) (Zweeds: Knävland och Påläng (del av)) is een småort in de gemeente Sundsvall in het landschap Medelpad en de provincie Västernorrlands län in Zweden. Het småort heeft 54 inwoners (2005) en een oppervlakte van 16 hectare. Het småort bestaat uit de plaats Knävland en een deel van de plaats Påläng.